# キュメンカルタノ州
キュメンカルタノ州（キュメンカルタノしゅう、フィンランド語: Kymenkartanon lääni、スウェーデン語: Kymmenegårds län）は、かつて存在したフィンランドの州。1775年から1831年まで存在した。スウェーデン統治時代は、スウェーデン語でキュメネゴルド県という名前だった。
1775年に、サヴォラックス・キュメネゴルド県が、サヴォラックス・カレーレン県とキュメネゴルド県に分割されて成立。その後、1809年まで、スウェーデンの県として存続した。
1809年に、フィンランドはスウェーデン統治から離れ、ロシア帝国に割譲される。そしてロシア帝国の保護国であるフィンランド大公国が成立する。フィンランド大公国成立後もキュメンカルタノ州として、そのままフィンランドの州として存続する。1831年に大部分が新設されるミッケリ州へと編入され、一部が同じく新設されるウーシマー州へと編入され消滅した。その後ミッケリ州、ウーシマー州共に1997年まで存続したが、両州共に合併で消滅。合併した州も、2010年1月1日に他州と共に廃止され、フィンランドの州の歴史は幕を閉じた。

## 州域の変遷

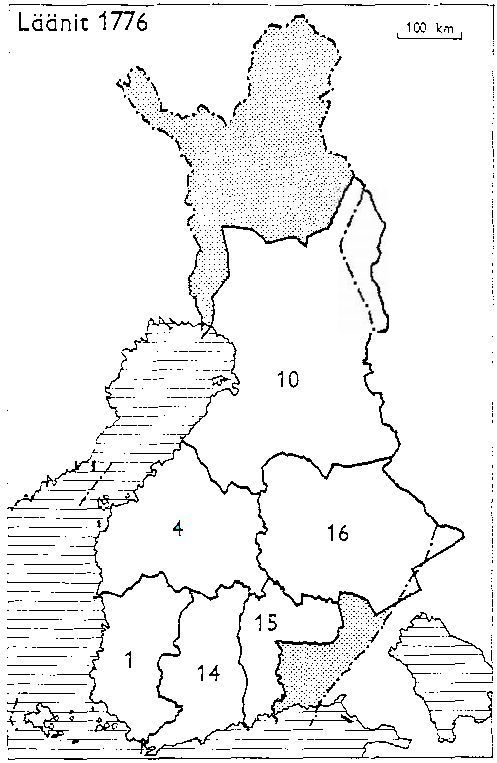
1776年のフィンランドの州 (県): 1: トゥルク・ポリ州, 4: ヴァーサ州, 10: オウル州, 14: ウーシマー・ハメ州, 15: キュメンカルタノ州, 16: サヴォ・カルヤラ州

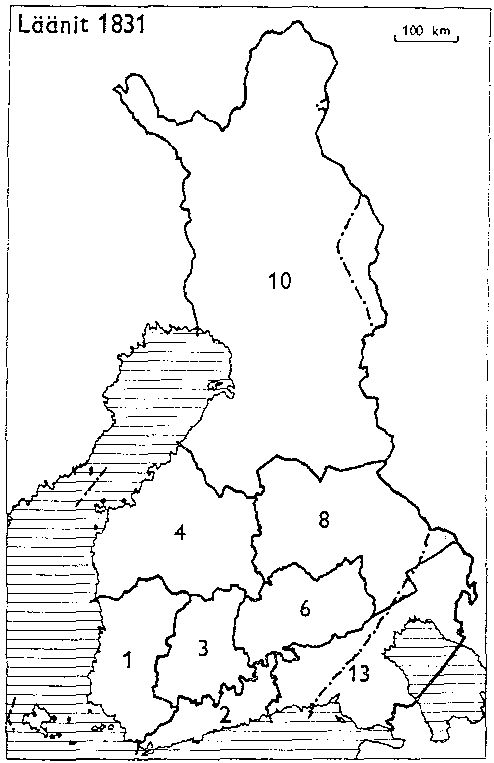
1831年のフィンランドの州: 1: トゥルク・ポリ州, 2: ウーシマー州, 3: ハメ州, 4: ヴァーサ州, 6: ミッケリ州, 8: クオピオ州, 10: オウル州, 13: ヴィープリ州

|  |  |

## 歴代知事
- Gustaf Riddercreutz 1774–1783
- Robert Wilhelm de Geer af Tervik 1783–1789
- Otto Wilhelm Ramsay 1789–1792
- Herman af Låstbom 1793
- Otto Wilhelm Ramsay 1793
- Johan Herman Lode 1793–1810
- Fredrik Adolf Jägerhorn af Spurila 1810–1812
- Anders Gustaf Langenskiöld 1812–1827
- Adolf Broberg 1827–1828
- Erik Wallenius 1828
- Abraham Joakim Molander 1828–1831